# Stockage optique 3-D
Le stockage optique 3-D désigne toute forme de stockage d'information optique dans lesquelles les informations peuvent être enregistrées et / ou de lecture avec trois dimensions de résolution optique (par opposition aux résolutions bidimensionnelles offertes, par exemple, par le disque compact),. 
Cette innovation pourrait fournir un stockage de mémoire de niveau pétabit sur des disques de la taille d'un DVD. L'enregistrement des données et leur lecture sont faits en y concentrant des lasers. Toutefois, en raison du caractère volumétrique de la structure de données, la lumière du laser doit traverser d'autres points de données avant qu'elle n'atteigne le point où la lecture ou l'enregistrement est souhaité. Par conséquent, une sorte de non-linéarité est nécessaire pour veiller à ce que ces autres points de données n'interfèrent pas avec l'adressage du point désiré.
En 2013, aucun produit commercial basé sur le stockage optique de données 3D n'est encore arrivé sur le marché de masse, bien que plusieurs entreprises développent activement la technologie et affirment qu'il pourrait devenir disponible « bientôt »,,,,,,.

## Lecture des données
Un des phénomènes physiques possiblement exploitables est l'absorption à deux photons.